# 玛利亚·曼戈
玛利亚·蒙代尔·曼戈（英語：Marlia Mundell Mango）是一位牛津大学的拜占庭考古学家与历史学家，1995年至2008年间是该校的拜占庭考古与艺术大学讲师。

## 传记
1964年，玛利亚自马萨诸塞州牛顿学院毕业，获得了文学学士学位（BA）。之后，成为了敦巴頓橡樹園研究图书馆的馆长和考古学家。
1985年，在马丁·哈里森（Martin Harrison）指导下，她凭借《罗马东方管区的艺术赞助，公元313年－641年》（Artistic patronage in the Roman diocese of Oriens, 313–641 AD）这一课题获得牛津大学博士学位（DPhil）。
曼戈目前是拜占庭遗址安德罗纳的发掘主任，也是牛津大學聖約翰學院的名誉研究员。
他的丈夫是西里尔·曼戈，后者与之一起完成了《西奈山上的圣凯瑟琳修道院》（St Catherine's Monastery at Mount Sinai）。

## 荣誉
曼戈于1986年的专著《来自拜占庭早期的银器：科拉翁村以及相关的宝藏》（Silver from Early Byzantium. The Kaper Koraon and Related Treasures）获得了“古斯塔夫·斯伦贝谢奖”（Prix Gustave Schlumberger）。1999年，伦敦文物学会授予其弗伦德奖章（Frend Medal）。2017年，一部纪念纪念曼戈的纪念册出版，标题为《Discipuli dona ferentes: Glimpses of Byzantium in Honour of Marlia Mundell Mango》，其中涵盖了她在拜占庭艺术与考古方面的贡献。

## 著作
- The churches and monasteries of the Ṭur ʻAbdin (1982)
- Silver from early Byzantium (1986)
- The Sevso Treasure (1994)
- Byzantine trade, 4th-12th centuries (2004)